# 黄毅清
黄毅清（1985年1月19日—），中国大陆网络红人、SSCC上海超跑俱乐部董事长。2020年7月10日被上海虹口区人民法院以販賣毒品罪判处有期徒刑15年。

## 生平
早年在澳大利亚读书，后在美国念大学毕业后返回大陆，创建了SSCC上海心动力超跑汽车俱乐部公司，同时與上海市体育发展基金会一起發起心动力慈善专项基金，短暫出任上海市体育发展基金会理事之一。2011年，黄奕与霍思燕在新浪微博上骂战，黄毅清站出来力挺黄奕，曝光两人恋情。2012年11月26日，黄毅清承认与黄奕的恋情。2013年1月19日黄奕在美国洛杉矶诞下一女。但好景不长，同年11月25日，黄毅清连发数条微博控诉黄奕，不仅指黄奕在家骂女儿。而超跑俱乐部会员爆猛料，指其曾在洛杉矶当众殴打黄奕。2014年7月4日黄毅清与黄奕签署离婚协议，女儿的监护权归黄奕，双方就此事又爆发了旷日持久的骂战，互揭老底，媒体也称之为“双黄大战”、“年度最奇葩夫妻”、“直播离婚”。
2018年5月22日，黄毅清因拒绝履行给黄奕的精神损失费合计6萬2500元人民幣，被海淀区人民法院裁定为失信被执行人（(2018)京0108执8951号）。

### 網路言論糾紛
2018年6月崔永元在新浪微博上就华谊兄弟阴阳合同案进行论战。6月13日晚上，黄毅清连发好几条长篇大论的文章攻击崔永元曾出轨。但在帖子最后附有所聘公关公司附加的“晚上七点发”标注未删。致使网友发现后纷纷称其为“黄七点”。黄毅清随后删除了全部微博内容，而崔永元次日发贴表示鄙视称“你们可真脏”。之後罵戰中黄揚言起訴十多位網友。
2018年12月，为回应黄毅清在微博上指责其吸食毒品，薛之谦前往公安机关报案并进行司法鉴定检验，薛之谦工作室于12月5日以律师函形式声明头发样本中未检出毒品成分、薛之谦不会吸毒。黄毅清发微博回应称“你们应该谢谢我，如果不是我，薛之谦不会去验毒，经得起考验是应该的，只有吸过毒的人，才会对检验结果没有吸毒显得激动万分。”，并在随后质疑未提供检验鉴定报告、律师函形式问题，薛之谦方面则称将起诉维权。
2019年黄毅清通過新浪微博賬號“@AndyHYQ替身”多次发帖，指称上海经侦民警充当周立波和周妻胡潔“保护伞”，并列名和胡潔有關係的上海經偵民警名字。纪检监察部门獲悉後視同實名舉報与黄毅清联系约谈要求其出示言論證據。7月28日上海市虹口公安分局在將黄毅清拘捕後公布所謂調查審問結果，警方聲稱黃毅清是因与周立波、胡潔兩人长期存在私人恩怨纠葛故意编造杜撰和发布相关帖文，之後警方以寻衅滋事為由將黃毅清行政拘留15日。隔日上海市虹口公安分局又称因查驗證實黄毅清所稱右跟骨骨折病情，警方停止對其行政拘留將其放出。放出之後黄在網上和報紙公開向警方以及周立波等人致歉。

### 涉贩吸毒被捕
2019年8月28日，上海市公安局虹口分局通报，查獲黄毅清存在贩毒和吸毒行为，已被提请批捕。 2020年7月10日，黄毅清被上海虹口区人民法院以販賣毒品罪判处有期徒刑15年。